# Anapu (Pará)

Lage des Munizip Anapu

Anapu ist ein Munizip im brasilianischen Bundesstaat Pará. Im Jahre 2010 lebten in dem 11.951,79 km großen Gebiet 20.543 Einwohner. Ein großer Teil des Regenwaldes von Anapu wurde bereits Opfer des massiven Kahlschlags. Im Jahr 2019 lebten in Anapu schätzungsweise 27.890 Menschen.
Bekanntheit erlangte der Ort 2005, nach dem 12. Februar, nach der Ermordung der Ordensschwester, Umweltaktivistin und Bürgerrechtlerin Dorothy Stang.